# Eberhard Gläser
Eberhard Gläser (* 29. September 1942 in Magdeburg) ist ein deutscher Pädagoge, ehemaliger Handballschiedsrichter und Sportfunktionär.

## Werdegang
Gläser spielte in seiner Jugend zunächst Fußball und war als Radsportler aktiv, wechselte aber mit 15 Jahren zum Handball. Beruflich war er als Lehrer in Magdeburg tätig. 1966 wurde er Mitglied bei der BSG Motor Mitte (heute: Magdeburger SV 90 Preussen) und betätigte sich dort als Handballspieler, Übungsleiter und Schiedsrichter. 1968 wurde er Leiter des Handballtrainingszentrums Magdeburg und war u. a. an der Entwicklung der Spielertalente Holger Winselmann, Helmut Kurrat, Henning Fritz und Franziska Heinz sowie der Schiedsrichter Frank Lemme und Bernd Ullrich beteiligt.

## Schiedsrichter
Ab 1970 war Gläser Schiedsrichter in der DDR-Handball-Oberliga und ab 1978 IHF-Schiedsrichter. Als solcher pfiff er über 100 internationale Spiele, darunter bei mehreren Frauen-Weltmeisterschaften und zahlreiche Europacup-Spiele.

## Sportfunktionär
Nach der Wende war er 20 Jahre lang Präsident des Handball-Verbandes Sachsen-Anhalt (HVSA). Seit 1990 ist er Mitglied des erweiterten Präsidiums des Deutschen Handballbundes (DHB). Er ist Organisator und Gründungsmitglied des 2007 gegründeten Mitteldeutschen Handballverbandes.
Bis 2010 war er Chef der DHB-Schiedsrichterbeobachter. Auf europäischer Ebene war er als EHF-Delegierter tätig.
Von 1990 bis 2007 war er Geschäftsführer des Magdeburger Sportvereins 1990 e.V. (vormals BSG Motor Mitte).

## Ehrungen
- 2010: Ehrenpräsident des Handball-Verbandes Sachsen-Anhalt
- 2012: Verdienstmedaille des Verdienstordens der Bundesrepublik Deutschland
- 2015: Ehrenmitglied des Deutschen Handballbundes (DHB)